# Andahuaylas
Andahuaylas (en quechua: Antawaylla) es una ciudad peruana, capital del distrito y de la provincia del mismo nombre en el departamento de Apurímac.
Se encuentra a una altitud de 2926 msnm en el valle del río Chumbao. Su área metropolitana se extiende por los distritos de San Jerónimo y Talavera.
El territorio fue ocupado por los chancas (Soras, Uranmarcas, Tumayhuaracas, Huancawillcas, Pocras y Yanahuaras) y los incas hasta la invasión española en 1533. La ciudad fue fundada, sobre la que ya existía, el 7 de noviembre de 1533 como por parte de los españoles como "San Pedro de Antahuaylla, La Grande de La Corona". La refundación de Andahuylas en la República el 21 de junio de 1825 es cuestionada por varios historiadores, como Rómulo Tello Valdivia quien afirma: "Existe el Decreto de Convocatoria a Elecciones Generales para Diputados que se realizaría el 10 de febrero de1826, el cual el propio Simón Bolivar promulgó el 21 de junio 1825" pero no existe el supuesto decreto firmado por Bolivar. Andahuaylas fue parte del departamento de Ayacucho hasta la creación del departamento de Apurímac el 28 de abril de 1873. en la que se integró al nuevo departamento.
Andahuaylas es un importante centro económico, comercial y de conexión del departamento de Apurímac. La economía destaca por el comercio agrícola y la creciente actividad minera. También es un importante centro de conexión regional debido a la articulación vial con varias provincias de Apurímac y Ayacucho; y contar con un aeropuerto con conexión a la capital del Perú.

## Toponimia
Anta waylla es la frase en quechua sureño de la cual proviene el nombre de la ciudad chanka de Andahuaylas. Procede de la yuxtaposición de dos palabras quechuas: "anta" que significa cobre y a su vez designa el color de los celajes que es similar al del cobre; y "waylla" que se traduce por pradera o césped.

## Historia
Los inicios de actividad humana dentro de la zona de Andahuaylas se deduce en 12,000 años a. C.
Corresponde a los cazadores avanzados (12.000 años a. C. hasta los 6,000 años a. C.). Denominado también como el periodo de los 'Huacccharunas', que han deambulado en toda la región aprovechando los recursos naturales para su subsistencia.
Hacia los 6.000 años a. C. se ha establecido la revolución agrícola en los Andes. Para este etapa entran en escena los 'Antarunas', (sedentarios) y los 'Purinrunas' (nómades). El primero se dedicó a desarrollar aún más la agricultura, (papa, maíz); mientras que los segundos se especializaron en la ganadería (domesticación de camélidos).
Durante el periodo formativo que abarca aproximadamente desde los 2000 años a. C. la zona fue influenciada por la cultura Chavín (de manera esporádica) y las culturas Paracas y Nazca (sobre todo por estas dos últimas por su cercanía geográfica).
Luego, se hace presente la influencia de la cultura Tiahuanaco.
Desde aproximadamente 300 años d. C. etapa en la cual toda la zona cae bajo dominación de la cultura Wari.
Con el fin de la cultura Wari aparecen en escena los Chankas provenientes del departamento de Huancavelica. Desplazando a los Quechuas quienes tuvieron que retirarse a la otra orilla del río Pachachaca. Luego fue conquistada por Pachacútec para el imperio del Tahuantinsuyo.
El 7 de noviembre de 1533 fue fundada por Francisco Pizarro  (de España) como "San Pedro de Andahuaylas la Grande, de la Corona" según consta en las crónicas de Pedro Cieza de León, durante la fundación de Andahuaylas Pizarro dejó una cruz de madera, posteriormente se dio inicio a la construcción de la Catedral de San Pedro en la Plaza principal, según algunas crónicas se menciona que su construcción duró aproximadamente más de 40 años, actualmente dicha cruz de madera se encuentra en la fachada lateral que da hacia la plaza principal.
La provincia de Andahuaylas se crea en la época Republicana y el distrito de Andahuaylas se creó al mismo tiempo que la provincia, el 21 de junio de 1825, por decreto del gobierno de Simón Bolívar, formando parte del Departamento del Cusco. Por ley de 28 de abril de 1873, se le agregó al Departamento de Apurímac.

## Geografía
Posee una geografía ondulante, donde los accidentes geográficos que reinan en los Andes, tienen una configuración suavizada por cuanto no existen muchos accidentes geográficos.

### Clima
| Parámetros climáticos promedio de Andahuaylas (territorios entre 2500 y 3000 m s. n. m.). | Parámetros climáticos promedio de Andahuaylas (territorios entre 2500 y 3000 m s. n. m.). | Parámetros climáticos promedio de Andahuaylas (territorios entre 2500 y 3000 m s. n. m.). | Parámetros climáticos promedio de Andahuaylas (territorios entre 2500 y 3000 m s. n. m.). | Parámetros climáticos promedio de Andahuaylas (territorios entre 2500 y 3000 m s. n. m.). | Parámetros climáticos promedio de Andahuaylas (territorios entre 2500 y 3000 m s. n. m.). | Parámetros climáticos promedio de Andahuaylas (territorios entre 2500 y 3000 m s. n. m.). | Parámetros climáticos promedio de Andahuaylas (territorios entre 2500 y 3000 m s. n. m.). | Parámetros climáticos promedio de Andahuaylas (territorios entre 2500 y 3000 m s. n. m.). | Parámetros climáticos promedio de Andahuaylas (territorios entre 2500 y 3000 m s. n. m.). | Parámetros climáticos promedio de Andahuaylas (territorios entre 2500 y 3000 m s. n. m.). | Parámetros climáticos promedio de Andahuaylas (territorios entre 2500 y 3000 m s. n. m.). | Parámetros climáticos promedio de Andahuaylas (territorios entre 2500 y 3000 m s. n. m.). | Parámetros climáticos promedio de Andahuaylas (territorios entre 2500 y 3000 m s. n. m.). |
| Mes                                                                                       | Ene.                                                                                      | Feb.                                                                                      | Mar.                                                                                      | Abr.                                                                                      | May.                                                                                      | Jun.                                                                                      | Jul.                                                                                      | Ago.                                                                                      | Sep.                                                                                      | Oct.                                                                                      | Nov.                                                                                      | Dic.                                                                                      | Anual                                                                                     |
| ----------------------------------------------------------------------------------------- | ----------------------------------------------------------------------------------------- | ----------------------------------------------------------------------------------------- | ----------------------------------------------------------------------------------------- | ----------------------------------------------------------------------------------------- | ----------------------------------------------------------------------------------------- | ----------------------------------------------------------------------------------------- | ----------------------------------------------------------------------------------------- | ----------------------------------------------------------------------------------------- | ----------------------------------------------------------------------------------------- | ----------------------------------------------------------------------------------------- | ----------------------------------------------------------------------------------------- | ----------------------------------------------------------------------------------------- | ----------------------------------------------------------------------------------------- |
| Temp. máx. media (°C)                                                                     | 21.7                                                                                      | 21.4                                                                                      | 21.2                                                                                      | 22.1                                                                                      | 22                                                                                        | 21.2                                                                                      | 21.2                                                                                      | 22.1                                                                                      | 22.2                                                                                      | 24.2                                                                                      | 24                                                                                        | 22.3                                                                                      | 22.1                                                                                      |
| Temp. media (°C)                                                                          | 14.3                                                                                      | 14.2                                                                                      | 14                                                                                        | 14.2                                                                                      | 13.4                                                                                      | 12.2                                                                                      | 12.1                                                                                      | 12.8                                                                                      | 13.7                                                                                      | 15.3                                                                                      | 15.3                                                                                      | 14.5                                                                                      | 13.8                                                                                      |
| Temp. mín. media (°C)                                                                     | 6.9                                                                                       | 7                                                                                         | 6.9                                                                                       | 6.4                                                                                       | 4.8                                                                                       | 3.3                                                                                       | 3.1                                                                                       | 3.5                                                                                       | 5.3                                                                                       | 6.4                                                                                       | 6.6                                                                                       | 6.8                                                                                       | 5.6                                                                                       |
| Precipitación total (mm)                                                                  | 256                                                                                       | 257                                                                                       | 72                                                                                        | 42                                                                                        | 10                                                                                        | 0                                                                                         | 1                                                                                         | 54                                                                                        | 42                                                                                        | 161                                                                                       | 43                                                                                        | 112                                                                                       | 1050                                                                                      |
| Fuente: Accuweather climate-data.org                                                      |                                                                                           |                                                                                           |                                                                                           |                                                                                           |                                                                                           |                                                                                           |                                                                                           |                                                                                           |                                                                                           |                                                                                           |                                                                                           |                                                                                           |                                                                                           |

## Lugares de interés

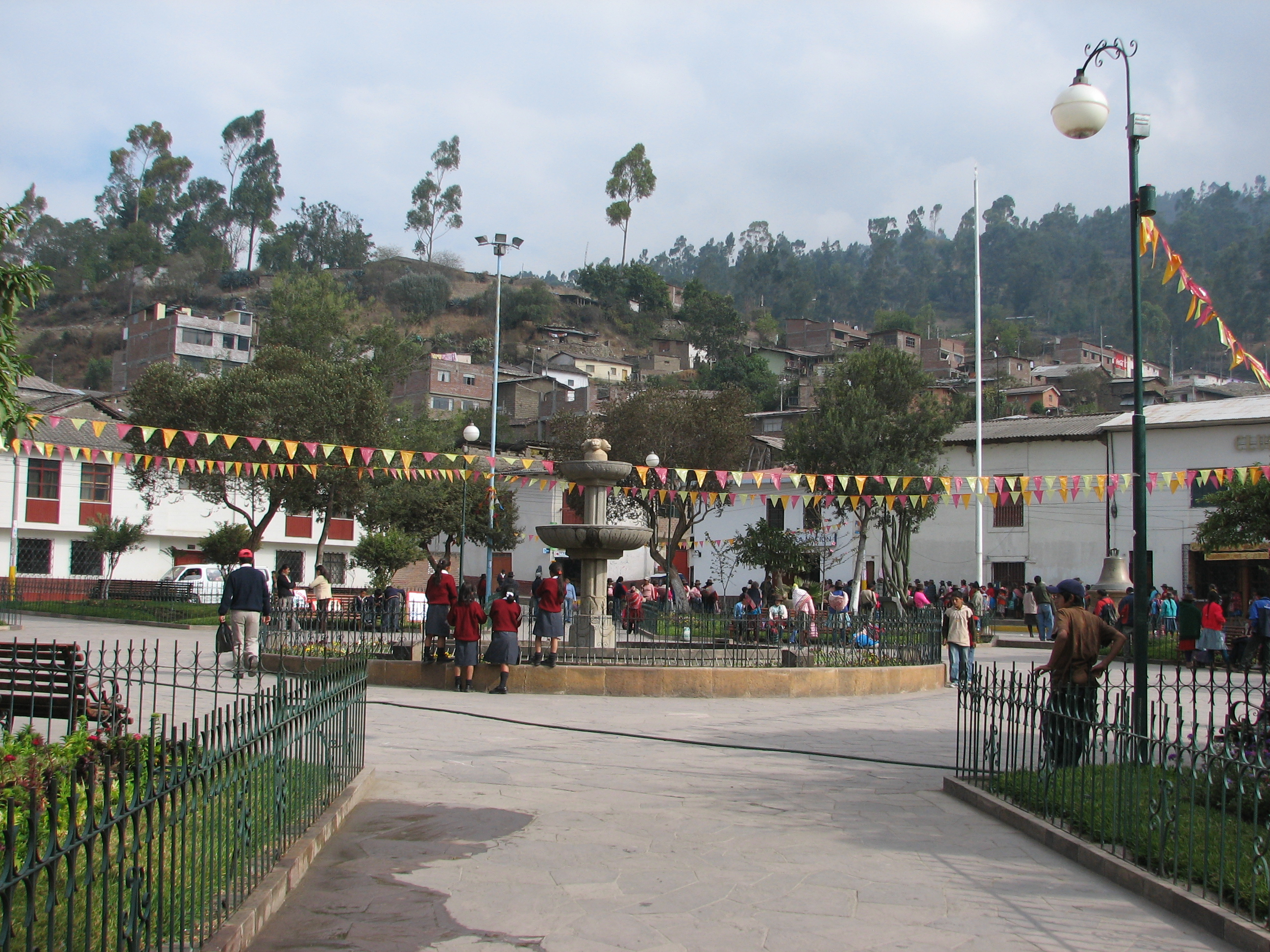
Plaza de Armas

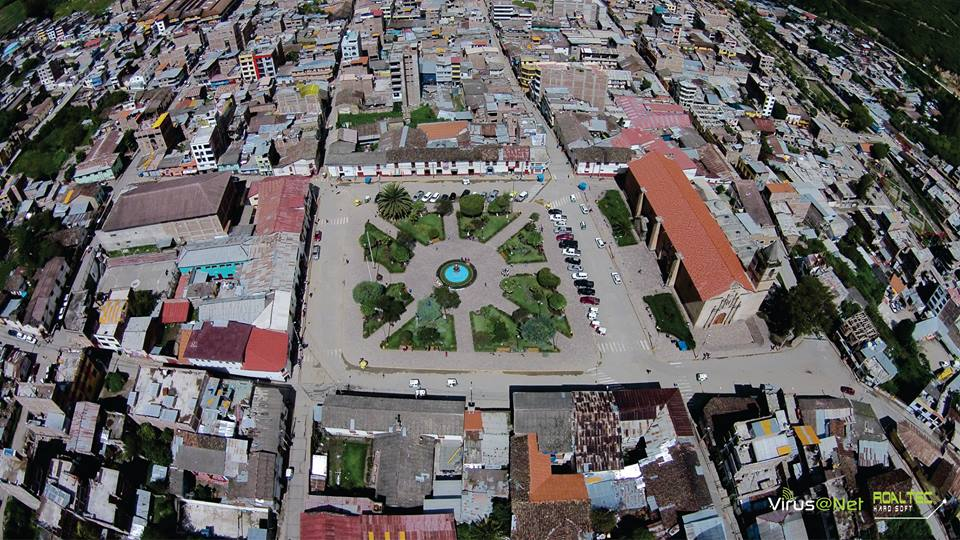

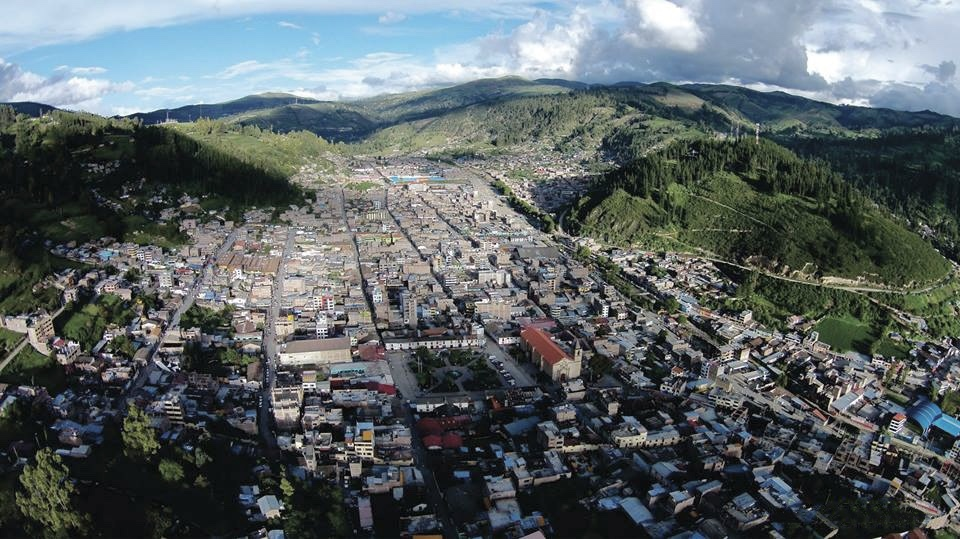

### Arquitectura colonial
Entre los atractivos de la ciudad es posible visitar la plaza de Armas, donde resalta su antigua pileta, tallada en un solo bloque de piedra, que brinda un espectáculo de agua y luz, así como la antigua campana de fines del siglo XVIII y que tiene una rajadura producida por un rayo. En sus jardines se pueden contemplar sendas esculturas con los símbolos locales (el Yawar Fiesta, el puma y el venado). Frente a esta, se ubica la catedral, templo de arquitectura propia del siglo XVII. Sus paredes levantadas con anchos bloques de granito y su sobria fachada son rematadas por un techo inclinado coronado con tejas de arcilla.
Cerca de la ciudad es posible visitar el puente colonial del Chumbao que sirvió de paso a los colonos españoles en su paso por Andahuaylas. Así como también Huayhuaca, sitio arqueológico ubicado a 9 kilómetros de la ciudad, donde se encontraron una de las evidencias más antiguas de trabajo en oro en el Perú (fragmentos de láminas de oro martillado) y la Torre del Reloj construida a comienzos de 1920, y el Santuario del señor de Huanca (Campanayocc). Andahuaylas ofrece al visitante la enorme posibilidad de conectarse con la cultura Chanka, cuyos integrantes se jactaban de descender de un puma.

### Restos prehispánicos
A pocos kilómetros de la ciudad se encuentra la localidad de Usma, donde existen 36 chullpas de piedra no labrada y forma circular, cuya posición permiten determinar las horas del día. Cercano a éstas se puede apreciar el arte rupestre de los antiguos pobladores de Antahuaylla en Wayau y Qompicancha, zona arqueológica a sólo cinco kilómetros de la ciudad.
Entre los distritos de Tumayhuaraca (Umamarca) y Huayana se encuentran los restos arqueológicos de Maucallaccta, restos de construcciones líticas y hábitat de la famosa puya de Raimondi.

### Recreación
Cercano a la ciudad se encuentra Qoñeqpuquio, moderna piscina que se llena con agua de un manantial cuyas aguas están a temperatura más baja que el medio ambiente, en contraste a su nombre. Así como la piscina de Hualalachi, de pequeñas dimensiones la cual se encuentra a algunos kilómetros del distrito de talavera, cuyas aguas tienen alto contenido de minerales, siendo muy apreciada para el consumo humano.

### Atracciones naturales
Otro interesante atractivo es, el Mirador y Santuario de Campanayoq, ubicado a 5 kilómetros al sur de Andahuaylas, en la cima de un cerro, que se constituye en un mirador natural pues permite una amplia visión de los distritos de San Jerónimo, Andahuaylas y Talavera y se aprecia mejor el valle del Chumbao donde florecen las retamas, al pie de los eucaliptos y pinos que cubren las laderas de los cerros circundantes.

### Destinos turísticos

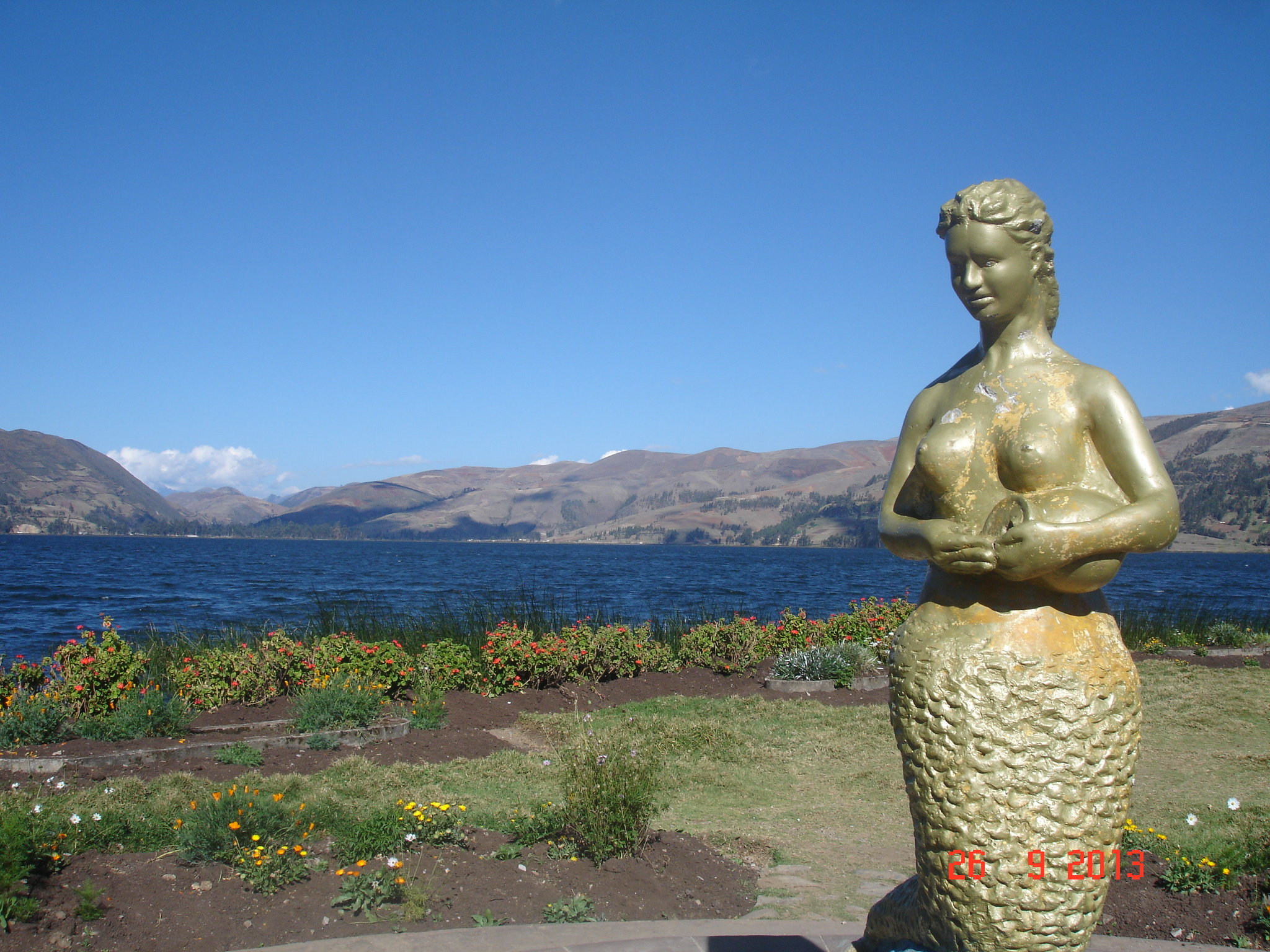
Laguna Pacucha.

- Laguna Pacucha, considerada como una de las más grandes y bellas del Perú.
- Complejo arqueológico de Sondor, centro de actividades religiosas, en donde destaca su pirámide central.[17]

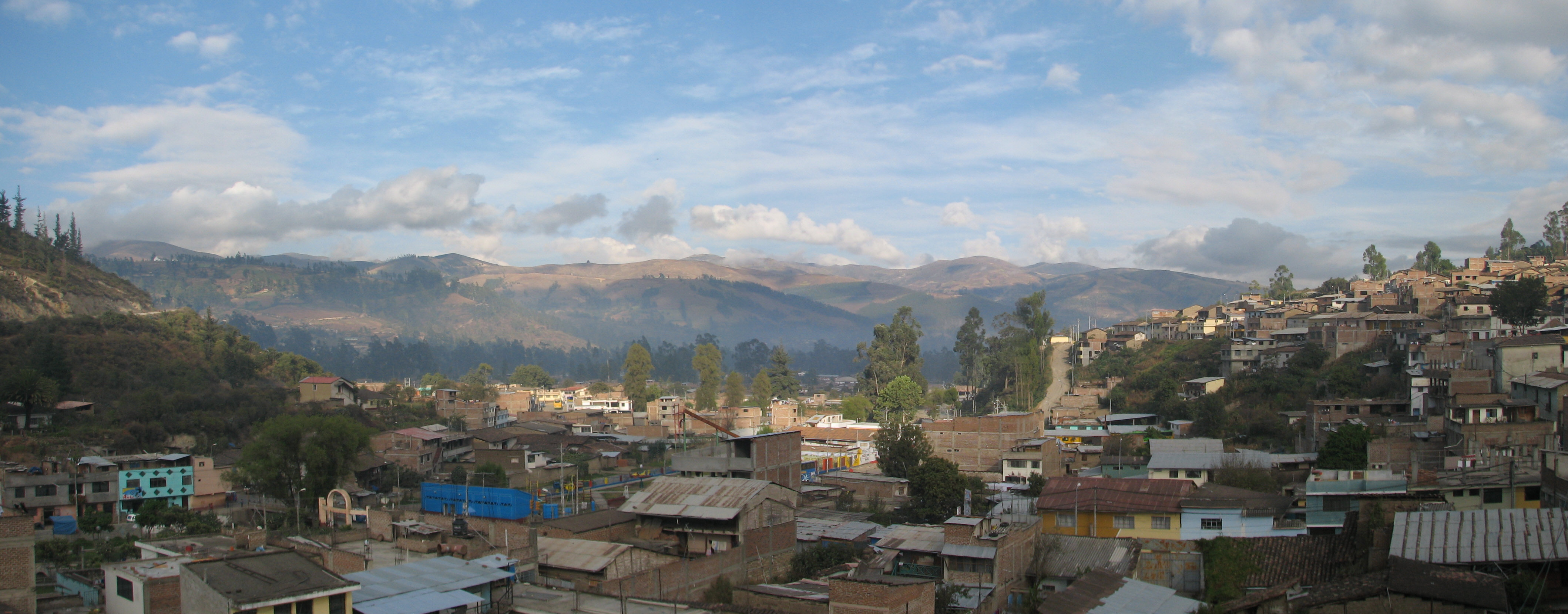
Vista panorámica Andahuaylas.

- Achanchi, ruinas dejadas por los antiguos chankas.
- Complejo arqueológico de Curamba, ubicado a 35 kilómetros de Andahuaylas. Presenta construcciones de forma piramidal entre las que destaca un monumento cuadrangular que posiblemente fue un altar de sacrificios.

## Autoridades

### Municipales
Lista de los últimos cinco alcaldes de la ciudad de Andahuaylas:
- 2011-2014: Oscar David Rojas Palomino, Movimiento Popular Kallpa.
- 2015-2018: Narciso Campos Truyenque, Unión por el Perú.
- 2019-2020: Abel Gutiérrez Buezo, Movimiento Regional Llankasun Kuska.
- 2020-2022: Adler Wylliam Malpartida Tello

## Festividades

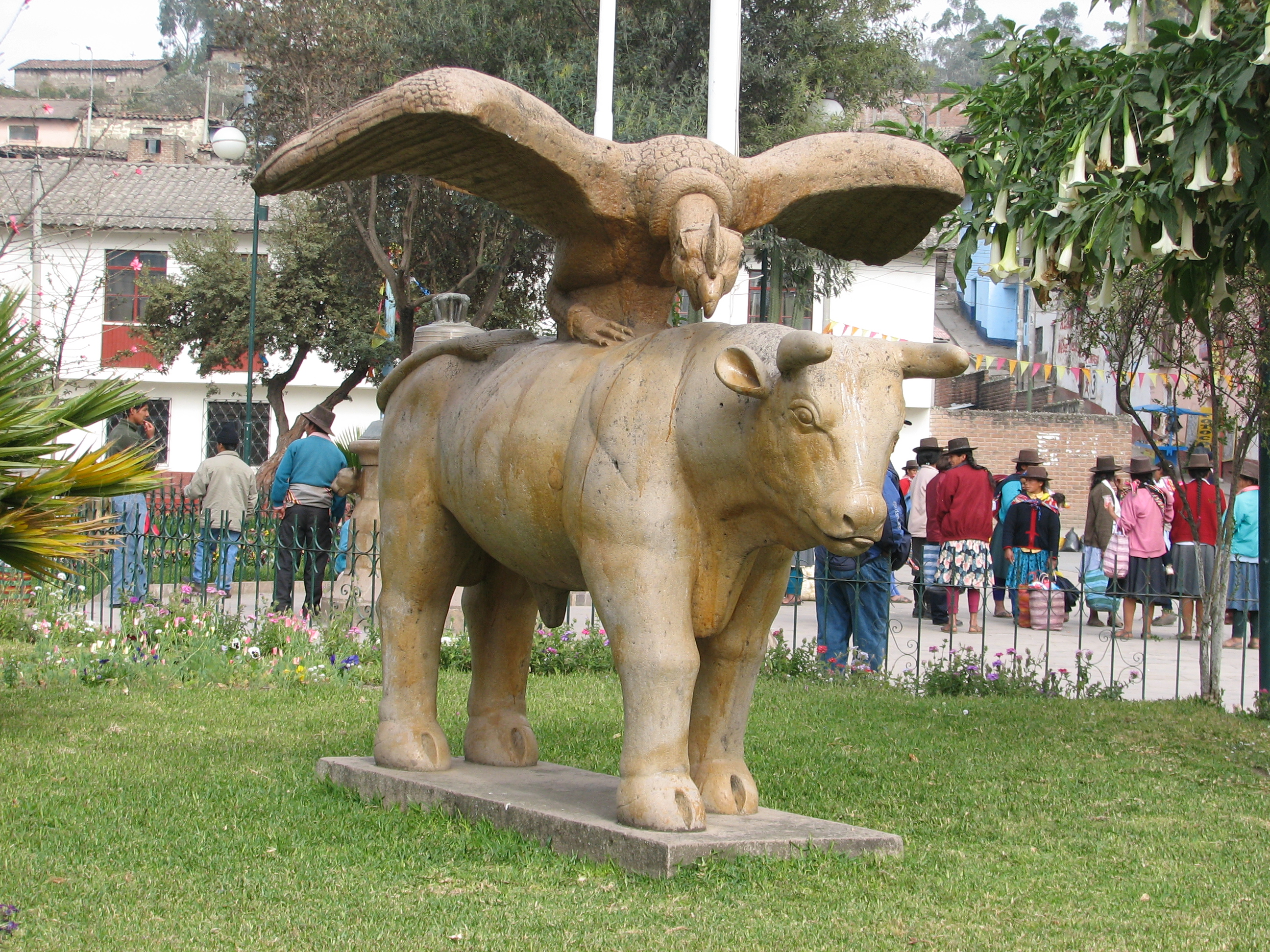
Estatua en honor de la Yawar Fiesta

### Señor de Huanca
En esta ciudad se celebra cada 14 de septiembre, la fiesta del Señor de Huanca, multitudinaria y colorida peregrinación de la población hacia el mirador. Existe una tradición dentro de esta festividad que la hace muy particular. Los fieles construyen casas con las piedras de alrededor del recinto para pedir su deseo de tener una casa o algún otro deseo que quisieran que este santo se los conceda.

### Yawar Fiesta (Fiesta de Sangre)
Entre las fiestas, sobresale el Yawar Fiesta, recreación andina de la corrida de toros española que representa la confrontación ritual entre el mundo andino y el hispano. En este mismo mes se celebra la fiesta de Santiago Apóstol, en la que es posible apreciar el tradicional marcado del ganado.

### Otras fiestas de la región
Niño Jesús de Praga (Andahuaylas, 25 de enero), la fiesta de la Virgen de la Candelaria (San Jerónimo, 2 de febrero). también se exhiben muchas de otras fiesta como los negrillos de talavera, y todo el sector del río chicha.

### Virgen de Cocharcas
La principal, antigua y cuatricentenaria celebración de todo Apurímac y la Sierra peruana fue y es la Fiesta de Nuestra Señora de Cocharcas en su Tradicional Santuario del distrito de Chincheros, principal lugar de peregrinación de muchos devotos católicos del Perú y extranjero desde 1598, en que se inició su culto, se celebran novenas, misas y procesiones a fines de agosto y primeras semanas de septiembre. Es un hermoso espectáculo observar a los cientos de romeros bajar desde los cerros entonando cánticos en quechua y tocando instrumentos de viento como quenas y zampoñas en honor de su "Mamacha".

### Encuentro Nacional del Carnaval Originario del Perú - Pukllay
El Pukllay de Andahuaylas, es quizá la fiesta más grande y de mayor trascendencia en esta ciudad, es una festividad de danza, música, alegría y color donde las diferentes expresiones Carnestolendas de todo el Perú se juntan para formar una verdadera nación de todas las sangres, cuya convocatoria incluso ya cruzó fronteras y llegan invitados de diversos países como Ecuador, Colombia, Chile, Bolivia, México y otros.
El Carnaval Pukllay, expresa identidad, agradecimiento a la tierra, canto a la vida, amor al futuro y ratifica la vigencia de la milenaria cultura andina.

## Economía
Andahuaylas es un importante centro económico del departamento de Apurímac. El principal rubro económico es el comercio de productos agrícolas.

## Ciudadanos notables

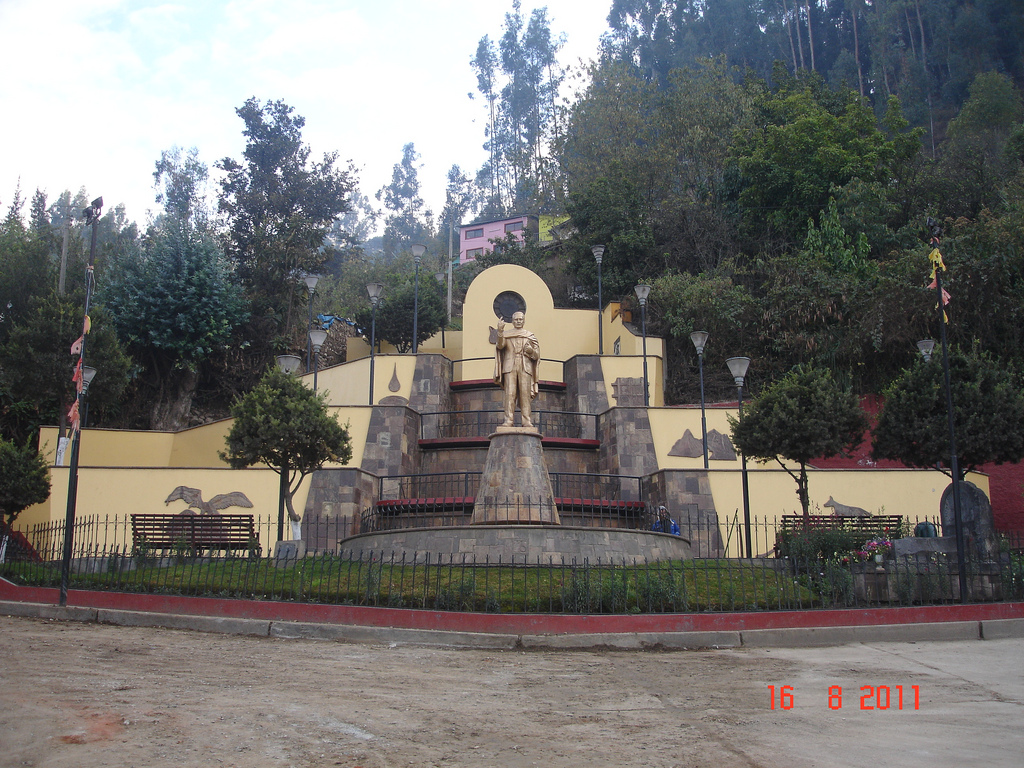
Mausoleo de José María Arguedas

- José María Arguedas
- David Samanez Ocampo

## Medios de comunicación

### Estaciones de televisión
Las estaciones de televisión que transmiten para la ciudad son Sol TV (canal 13), Chanka Visión (Canal 11), TAS TV (Canal 21), Cable Sistemas Andahuaylas y canales nacionales.

### Señales radiales
EMISORAS LOCALES DE ANDAHUAYLAS:
- Radio Fe 88.3 FM
- Radio San Pedro 88.9 FM
- Radio Alegría 93.3 FM
- Radio Titanka 95.5 FM
- Radio Diospi Suyana 96.1 FM
- Radio Estación 96 96.9 FM
- Radio Arguedas 98.3 FM
- Radio Apurimaq 99.3 FM
- Radio Panorama 100.3 FM
- Radio San Jerónimo 104.1 FM
- Radio Americana 104.9 FM
- Radio Pirámide 105.3 FM
- Radio Activa 105.7 FM
- Radio Andahuaylas 106.5 FM
- Radio Pirámide 107.3 FM

EMISORAS NACIONALES EN ANDAHUAYLAS:
- Radio La Karibeña 90.5 FM
- Radio Bethel 91.7 FM
- Radio Megamix 92.5 FM
- Radio Exitosa 94.9 FM
- Radio Oxígeno 97.7 FM
- Radio Nacional 101.1 FM
- Radio Panamericana 102.1 FM
- Radio La Zona 102.7 FM
- Radio RPP 103.3 FM

### Periódicos
Los principales periódicos de Andahuaylas son:
- La Agencia de Noticias Prens Perú Andahuaylas,
- Diario Expresión
- Diario La Prensa.
- Diario digital Contacto Directo Noticias

## Servicio público
El abastecimiento de energía eléctrica de la ciudad de Andahuaylas está a cargo de la empresa Electro Sur Este. El servicio de agua y alcantarillado está a cargo de Empresa Municipal de Saneamiento y Agua Potable Chanka que abastece al 52% de la población urbana. Asimismo, 65 litros de aguas no tratada son arrojados cada segundo al río Chumbao.

### Salud
Las principales instituciones de salud son el Hospital Santa Margarita de EsSalud, Hospital Docente Hugo Pesce Pesceto - Nivel II - Minsa, Hospital Subregional, Clínica Los Andes, Clínica del Niño, Clínica Hampina Wasi y Clínica Virgen de Cocharcas.

## Educación
La ciudad es sede de la Universidad Nacional José María Arguedas.

## Transporte

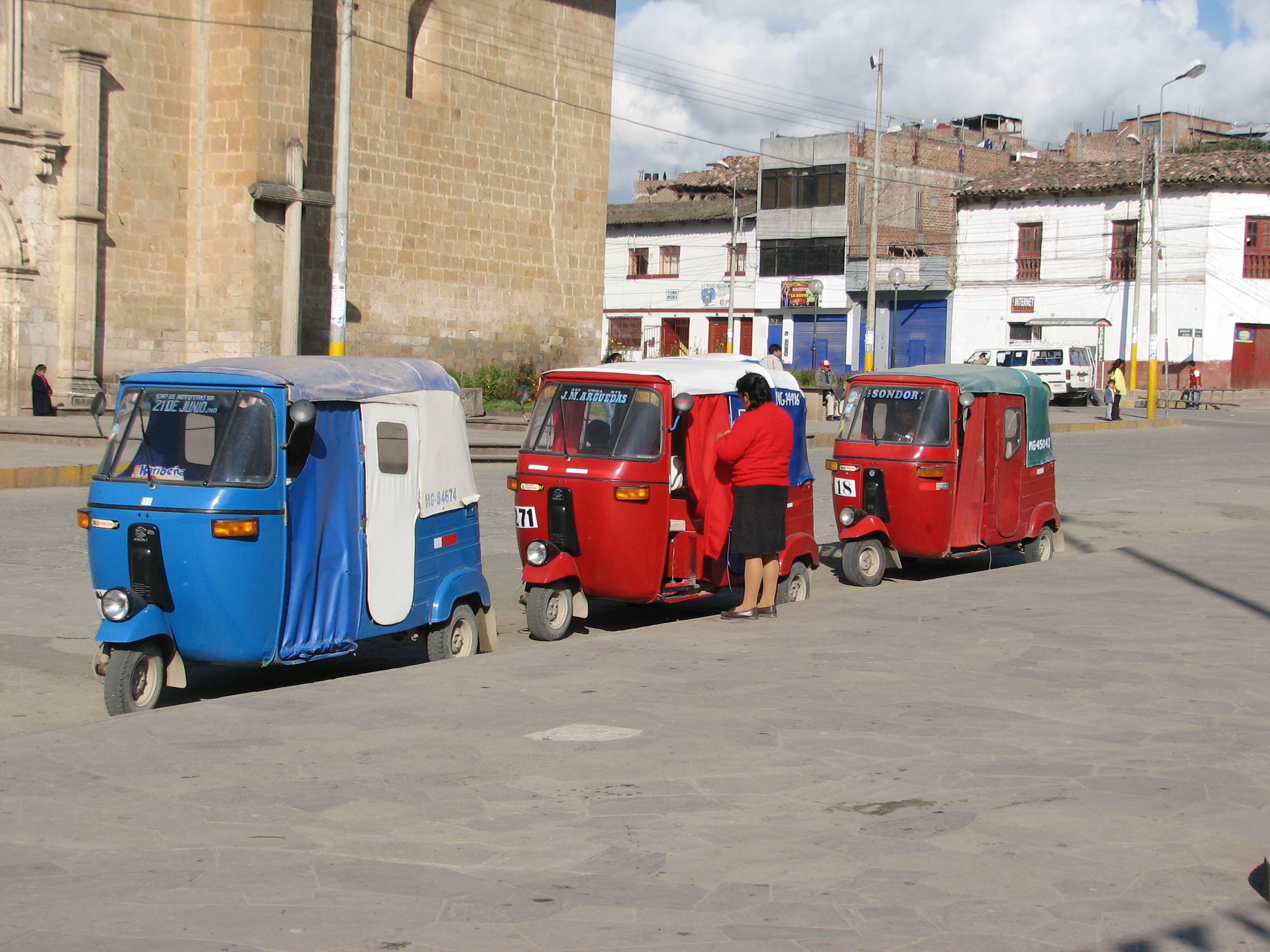

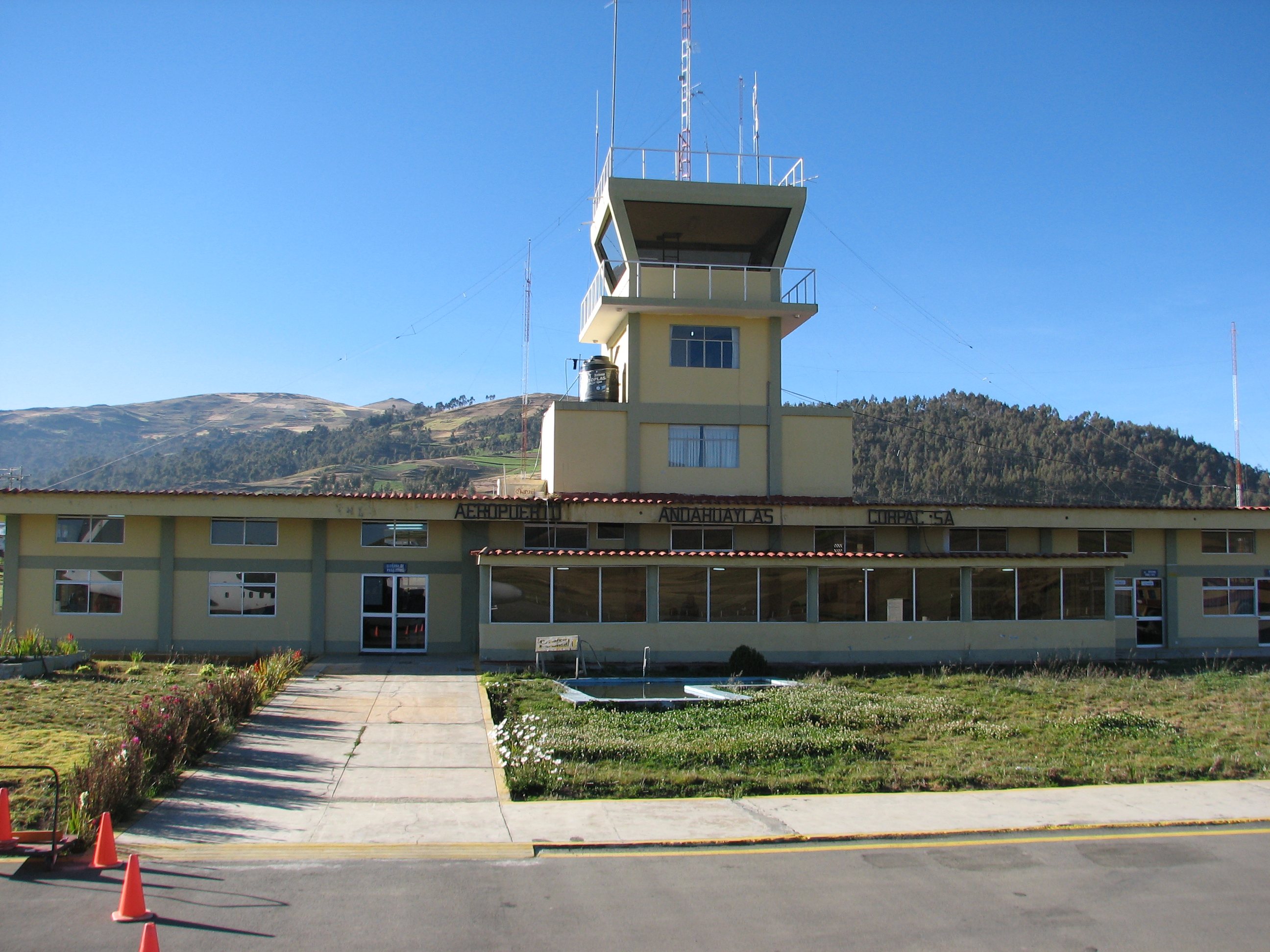
Aeropuerto de Andahuaylas

Andahuaylas está conectado por vía terrestre por la carretera Longitudinal de la Sierra Sur.
Por vía aérea cuenta con el Aeropuerto de Andahuaylas ubicada en una meseta natural en la zona de Huancabamba a 7 kilómetros del centro de la ciudad (aunque, debido a lo escarpado de la ruta se une en una carretera de casi 18 kilómetros). Es el principal terminal aéreo del departamento de Apurímac. Actualmente ninguna aerolínea brinda el servicio de vuelos regulares con destino a Lima; no obstante, el Ministerio de Transportes y Comunicaciones indicó recientemente que los vuelos comerciales vía aérea se reanudarán a fines de abril de 2024 entre Andahuaylas y distintos lugares del país.

## Deportes
El fútbol es el deporte con mayor acogida en la ciudad y se encuentra representado por el Club Deportivo Los Chankas y el Club José María Arguedas.
El escenario con el que cuenta la ciudad para la práctica del fútbol podemos mencionar al Estadio Los Chankas con capacidad para 10 000 espectadores.
| Clubes de Fútbol    |                      |             |        |
| Equipo              | Fundación            | Estadio     | Liga   |
| Los Chankas         | 30 de agosto de 1989 | Los Chankas | Liga 1 |
| José María Arguedas | 25 de enero de 2004  | Los Chankas | Liga 3 |

## Relaciones internacionales

### Hermanamientos
- Miraflores, Perú (2004)[23]
- Ate, Perú (2004)[24]
- Salamanca, México (2022)[25]
- Amealco, México (2022)[26][27]
- Zitácuaro, México (2022)[28][29]
- Atizapan, México (2022)[30]
- Colón, México (2022)[31][32]